# اریک لیندروس
اریک لیندروس (انگلیسی: Eric Lindros؛ زادهٔ ۲۸ فوریهٔ ۱۹۷۳) بازیکن هاکی روی یخ اهل کانادا است.
وی همچنین برندهٔ جوایزی همچون تالار افتخارات هاکی شده‌است.
از باشگاه‌هایی که در آن بازی کرده‌است می‌توان به فیلادلفیا فلایرز و نیویورک رنجرز اشاره کرد.